# Dan Vlad
Pour les articles homonymes, voir Vlad.
Pas d'image ? Cliquez ici

a Compétitions nationales et continentales officielles uniquement.

b Matchs officiels uniquement.
Dernière mise à jour le 3 février 2024.
Dan Vlad, né le 12 juillet 1983 à Bucarest (Roumanie), est un joueur roumain de rugby à XV qui évolue au poste d'ailier ou de centre. Il mesure 1,85 m pour 103 kg.

## Carrière

### En équipe nationale
Dan Vlad participe à la Coupe du monde 2007 (1 match).

## Palmarès

### Équipe de Roumanie
- 11 sélections avec l'équipe de Roumanie de rugby à XV
- 4 points (2 transformations)
- Sélections par année : 4 en 2005, 1 en 2006, 4 en 2007, 2 en 2008

Participation à la Coupe du monde:
- 2007 (1 match)